# Tijana Blagojević
Tijana Blagojević (cyrilicí: Тијана Благојевић) (* 20. července 1997, Nikšić, Černá Hora) je srbská šachistka a do listopadu 2017 – do svých 20 let, šachistka za Černou Horu. Je také bloggerkou na šachovém serveru Chess.com a trenérkou šachové hry. K únoru 2022 byla nejlepší šachovou hráčkou v Srbsku.

## Šachová dráha a osobní život
Šachová pravidla se naučila a šachy hraje od svých pěti letech. Pochází z rodiny, kde jsou oba její rodiče šachisté. Tatínek Dragiša Blagojević je šachový velmistr (Grandmaster; GM) a šestinásobný národní šampion Černé Hory a maminka Lidija Blagojević mistryně FIDE (Woman FIDE Master; WFM). Tatínek se také stal jedním z jejích šachových trenérů. Tijana Blagojević má dva bratry, dvojčata.
Ve svých devíti letech vstoupila do šachového klubu Telekom, který vyhrál mistrovství klubů Evropy (European Team Chess Championship) a kde její talent rozpoznala Dušanka Jovicevic. Ještě v témže roce obsadila v kategorii do 10 let druhé a další rok první místo.
Sama si cení svého FIDE titulu velmistryně (Woman Grand Master; WGM), který získala v roce 2012, ve svých 14,5 letech.
V roce 2014 získala svůj druhý velmistrovský titul WGM. Vzpomíná, že pokud by soupeř v posledním kole měl o 10 bodů vyšší hodnocení, dostala by také normu mezinárodního mistra IM.
| Styl hry         | Měsíc a rok | Měsíc a rok   | Měsíc a rok | Měsíc a rok | Měsíc a rok | Měsíc a rok | Měsíc a rok |
| Styl hry         | říjen 2012  | prosinec 2014 | leden 2015  | květen 2015 | červen 2015 | září 2018   | únor 2022   |
| ---------------- | ----------- | ------------- | ----------- | ----------- | ----------- | ----------- | ----------- |
| klasický         | 2 090       | 2 105         | 2 245       | 2 300       | 2 338       | 2 232       | 2 260       |
| rychlý (rapid)   | –           | 2 138         | 2 138       | 2 210       | 2 210       | 2 198       | 2 198       |
| bleskový (blitz) | –           | 2 123         | 2 123       | 2 123       | 2 123       | 2 169       | 2 169       |

V roce 2015 získala dvě bronzové medaile, z chorvatské Poreče z Mistrovství Evropy mládeže do 18 let (European Youth Chess Championship Under 18; EYCC) a z řeckého poloostrova Chalkidiki z Mistrovství světa v šachu mládeže do 18 let (World Youth Chess Championships Under 18), čímž si zajistila titul mezinárodní mistryně žen (Woman International Master; WIM). Prvního šampionátu EYCC se účastnila v kategorii do 10 let v roce 2007, v roce 2011 v bulharské Albeně skončila čtvrtá a v roce 2013 v černohorské Budvě obsadila páté místo. Získání medaile bylo podle jejích slov jejím dětským snem. Na získání bronzové medaile z EYCC 2015 vzpomíná jako na nelehký zápas, ve kterém musela ve finálovém kole porazit černými figurami mistra světa do 18 let. V roce 2015 byla jedinou Evropankou, které dosáhla na dvě medaile z nejvyšších soutěžích.
V roce 2015, ve svých 18 letech, byla jako jedna z 10 nejtalentovanějších juniorek světa přizvána k účasti na kempu bývalé mistryně světa, maďarky Susan Polgarové.
Normy na titul mezinárodní mistryně IM vyhrála v šampionátech Premier Montenegro League (2012), Karpos Open (2014), Grand Europe Cup Albena (2014) a Grand Europe Cup Golden Sands (2014), ale na tento titul musela počkat do nasbírání 2 200 bodů – do roku 2015, téměř rok.
Má také tři normy pro ženské velmistry – WGM, které získala v Premier Montenegro League (2012), na otevřeném turnaji v srbském Bělehradě (2014) a na otevřeném turnaji v černohorském Petrovaci (2015), kde také získala normu pro mužské mezinárodní mistry – IM. Dnes (únor 2022) vzpomíná na hru v šestém kole Petrovac Open proti GM Nebojsovi Nikčevičovi jako na svůj Magnus Opus, pro možnost hrát v dalším kole proti silnému soupeři a dostat šanci na získání norem. Získala 2,5 bodů z 5 proti GM a 2 ze 3 proti IM a získala WGM a IM normy celé kolo před koncem turnaje.
Tijana Blagojević napsala otevřený dopis černohorské federaci, v němž otevřeně prohlásila, že se od ní odděluje a v němž uvedla, že „dost dlouho poslouchala prázdné sliby“, že „už nemůžete čekat na lepší zacházení“, a že nemůže účast na Mistrovství Evropy družstev 2017 pod vedením mezinárodního mistra Predraga Nikača nadřadit své důstojnosti.
V roce 2016 se stala členkou Srbské šachové federace a nastoupila na studia informačních systémů a technologií na Fakultě organizačních věd Bělehradské univerzity (Факултет организационих наука Универзитета у Београду).
V roce 2017 začala hrát za srbský šachový klub ŠK Jelica PEP Goračići (ШК Јелица ПЕП Горачићи) a v roce 2018 byli druzí a v roce 2019 obsadili první místo. V roce 2020 byl šachový klub mistrem Srbska v týmovém šachu v obou soutěžích – muži zvítězili v srbské Rumě s 31 body a ženy se stejným počtem bodů v srbském Valjevu, přičemž Tijana Blagojević byla mezi ženámi, které klubu titul zajistily.
Na otázku na životní moto nebo citát odpověděla: „Život není o hledání sebe sama. Život je o tom, abyste se vytvořili.“, „Investujte do sebe.“ a „Čas, který rád promarníš, nebyl promarněn.“. V únoru 2022 byla vyhlášena trenérkou měsíce šachového serveru Chess.com.
Tijana Blagojević provozuje šachový tréninkový web Chess-Boost.com, kde sama působí jako šachová trenérka.
K únoru 2022 Tijana Blagojević několik posledních let trénovala pod vedením šachového trenéra IM Zorana Arsoviće.

## Tituly
Tijana Blagojević byla k září 2018 – ve svých 21 letech, držitelkou:
- 2015 – světové medaile pro mládež (World Youth Medal)
- 2015 – evropské medaile pro mládež (European Youth Medal)
- 2015 – FIDE titulu mezinárodní mistryně žen (Woman International Master; WIM)
- 2015 – jedné mužské mezinárodní mistrovské normy (International Master Norm; IM)
- 2012, 2014, 2015 – tří ženských velmistrovských norem (Woman Grandmaster norm; WGM)